# Ponte del Coronamento
Il Ponte del Coronamento (in russo Кронверкский мост?, Kronverkskij most) è un piccolo viadotto a nove campate che sorge sul canale omonimo (Кронверкский пролив, Kronverkskij proliv), a San Pietroburgo che collega, assieme al ponte di San Giovanni (Иоанновский мост, Ioannovskij most) l'isola di Pietrogrado all'isola delle Lepri servendo da accesso alla Fortezza di Pietro e Paolo.